# Diócesis de Lolland-Falster
La Diócesis de Lolland–Falster (en danés Lolland-Falsters Stift) es una diócesis luterana danesa de la Iglesia del Pueblo Danés.
El territorio de la diócesis comprende 109 iglesias, distribuidas en 101 parroquias.

## Obispos
- 1803 - 1805: Andreas Birch
- 1805 - 1831: Peter Outzen Boisen
- 1831 - 1842: Rasmus Møller
- 1843 - 1845: Gerhard Peter Brammer
- 1845 - 1848: Peter Chrstian Stenersen Gad
- 1849 - 1854: Ditlev Gothard Monrad (1.er periodo)
- 1854 - 1856: Jørgen Hjort Lautrup
- 1856 - 1871: Severin Claudius Wilken Bindesbøll
- 1871 - 1887: Ditlev Gothard Monrad (2.º periodo)
- 1887 - 1899: Hans Valdemar Sthyr
- 1899 - 1903: Henrik Christian von Leuenbach
- 1903 - 1907: Hans Sophus Sørensen
- 1907 - 1923: Caspar Frederik Johansen Wegener
- 1923 - 1942: Johan John Aschlund Ammundsen
- 1942 - 1950: Niels Munk Plum
- 1950 - 1964: Halfdan Høgsbro
- 1964 - 1969: H. Hald
- 1969 - 1996: Thorkild E. Græsholt
- 1996 - 2005: Holger Jepsen
- 2005 - 2017: Steen Skovsgaard
- 2017 -     : Marianne Gaarden